# 南区 (堺市)
南区（みなみく）は、堺市を構成する7つの区のうちのひとつ。2006年4月1日に、堺市が政令指定都市に移行し、堺市役所・南支所管内の区域を以って南区となった。
大阪府を代表するニュータウンのひとつである泉北ニュータウンがあることで知られる。最近はニュータウンの老朽化、住人の高齢化、人口減少が進んでいる。2009年8月1日時点で支所行政時代を含め、常に市内首位だった推計人口を北区に抜かれた。その後堺区に続き、2023年2月には西区にも抜かれた。

## 地理
石津川、和田川の侵食谷はそれぞれ上神谷（にわだに）、和田谷（にぎただに）と呼ばれ、古くからの集落が形成されている。丘陵部の中腹から先端にかけて広がる泉北ニュータウンは、これら2つの侵食谷によって泉ヶ丘、栂、光明池の3地区に分かれている。

## 歴史
- 1889年（明治22年）4月1日 町村制施行により、大鳥郡北上神村、中上神村、南上神村、美木多村が発足。
- 1894年（明治27年）11月10日 中上神村と南上神村が合併。上神谷村となる。
- 1896年（明治29年）4月1日 郡の統廃合により、大鳥郡から泉北郡に変更。
- 1935年（昭和10年）2月11日 北上神村が鶴田村と合併。福泉町となる。
- 1955年（昭和30年）4月1日 上神谷村が久世村、西陶器村、東陶器村と合併。泉ヶ丘町となる。
- 1956年（昭和31年）9月30日 美木多村を福泉町に編入。
- 1959年（昭和34年）5月3日 泉ヶ丘町を堺市に編入。
- 1961年（昭和36年）3月1日 福泉町を堺市に編入。
- 1967年（昭和42年）泉北ニュータウン入居開始。
- 1974年（昭和49年）鳳電話局から分離され泉北電話局が開局、市内局番を71～77から91～97へ変更（登美丘電話局管轄の田園・竹城台を除く）。
- 1995年（平成7年） 泉北ニュータウン東、上神谷、泉北ニュータウン中、美木多、泉北ニュータウン西の5出張所を廃止して南支所が開所。
- 2006年（平成18年）4月1日 堺市が政令指定都市に移行。南支所管内の区域を以って南区を設置。

### 人口
- 2010年　 154,779
- 2015年　 147,626

## 公共機関

### 区役所
政令市昇格前、区名に対する住民投票の結果では泉北区が大半をしめたが、堺市は他地区を東・西・北などとするのと統一性を取るため、最終的に南区とした。
最寄り駅は栂・美木多駅

#### 区長
- 古川洋子（ふるかわ ようこ） - 任期：2006年4月1日 - 2009年3月31日
  - なお、区長を民間公募（南区のみ）で採用するのは政令指定都市では初の試みである。27人の応募があったが、これまで数多くの地域活動や市政への参画が評価され採用された。また、在阪のマスメディアに取り上げられるなど話題を呼んだ。
- 瀬戸口誓夫　2009年4月1日 -

### その他公共機関
- 大阪府警南堺警察署 - 桃山台2丁
- 日本郵便 泉北郵便局（集配局） - 若松台3丁
- NTT泉北営業所 - 若松台3丁
- 堺市消防局南消防署 - 原山台1丁
- 泉ヶ丘市民センター - 茶山台1丁
  - 堺市立南図書館
- 堺市立ビッグバン - 茶山台1丁
- 栂文化会館 - 桃山台2丁
  - 堺市立南図書館栂分館
- 鴨谷体育館 - 鴨谷台2丁
- 堺・緑のミュージアム ハーベストの丘 - 鉢ケ峯寺

## 教育

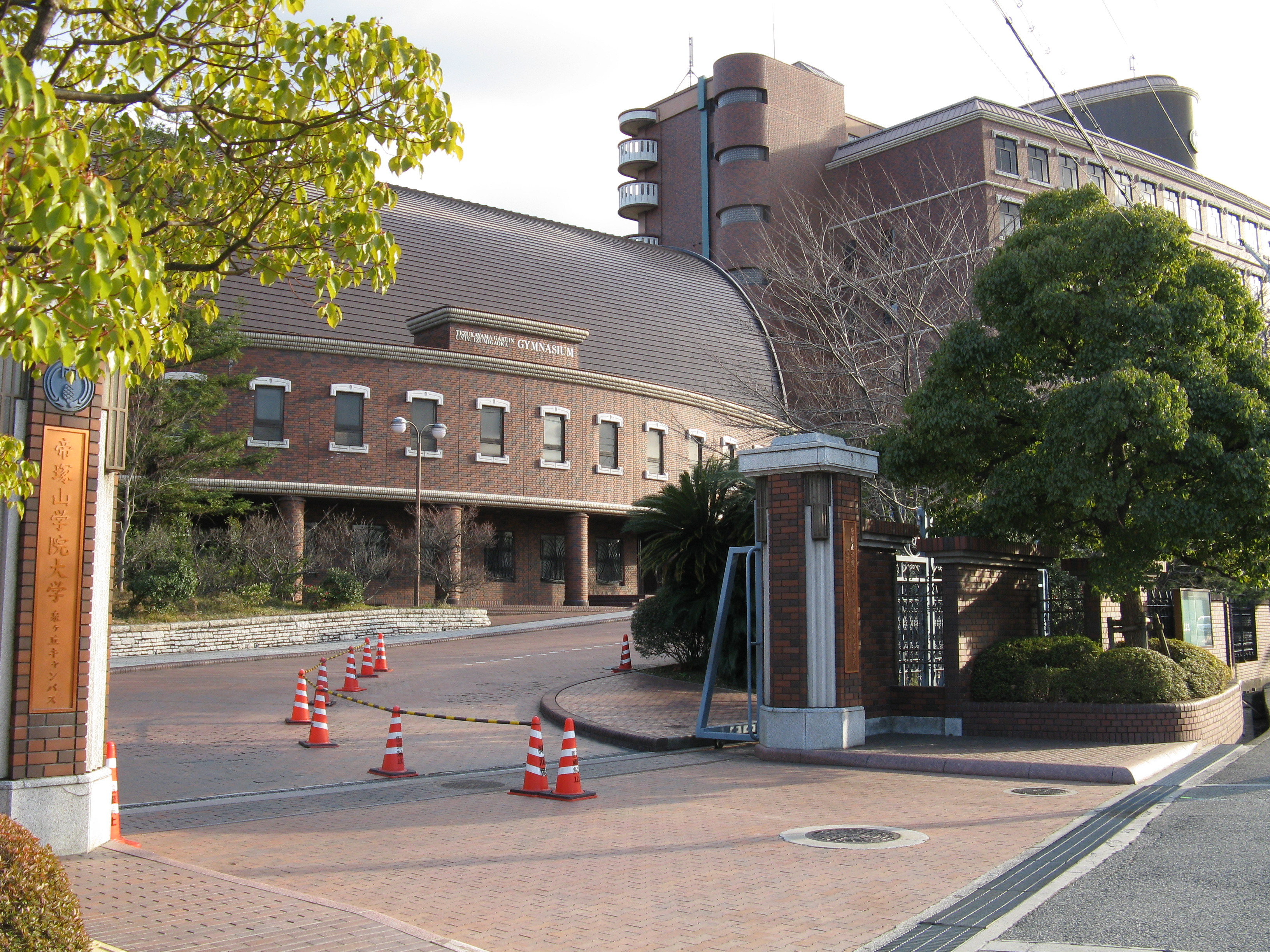
帝塚山学院大学泉ヶ丘キャンパス

### 大学
- 帝塚山学院大学 泉ヶ丘キャンパス
- 桃山学院教育大学
- 大阪健康福祉短期大学

### 高等学校
- 大阪府立堺東高等学校
- 大阪府立泉北高等学校
- 大阪府立堺西高等学校
- 大阪府立成美高等学校
- 帝塚山学院泉ヶ丘高等学校
- 東大谷高等学校（泉ヶ丘キャンパス）

### 中学校
- 堺市立宮山台中学校
- 堺市立三原台中学校
- 堺市立晴美台中学校
- 堺市立若松台中学校
- 堺市立福泉南中学校
- 堺市立原山台中学校
- 堺市立庭代台中学校
- 堺市立赤坂台中学校
- 堺市立美木多中学校
- 帝塚山学院泉ヶ丘中学校

### 小学校
- 堺市立宮山台小学校
- 堺市立竹城台小学校
- 堺市立竹城台東小学校
- 堺市立三原台小学校
- 堺市立泉北高倉小学校
- 堺市立はるみ小学校
- 堺市立槇塚台小学校
- 堺市立茶山台小学校
- 堺市立若松台小学校
- 堺市立福泉中央小学校
- 堺市立桃山台小学校
- 堺市立原山ひかり小学校
- 堺市立庭代台小学校
- 堺市立御池台小学校
- 堺市立上神谷小学校
- 堺市立赤坂台小学校
- 堺市立新檜尾台小学校
- 堺市立城山台小学校
- 堺市立美木多小学校

### 特別支援学校
- 大阪府立泉北高等支援学校
- 堺市立上神谷支援学校

### その他の学校
- 大阪障害者職業能力開発校

## 経済

### 商業施設
泉ケ丘駅前
- パンジョ - 堺市南区茶山台1-3-1
  - 髙島屋 泉北店
- 泉ヶ丘ひろば専門店街
- 泉ヶ丘三番街
  - 他多数

栂・美木多駅前

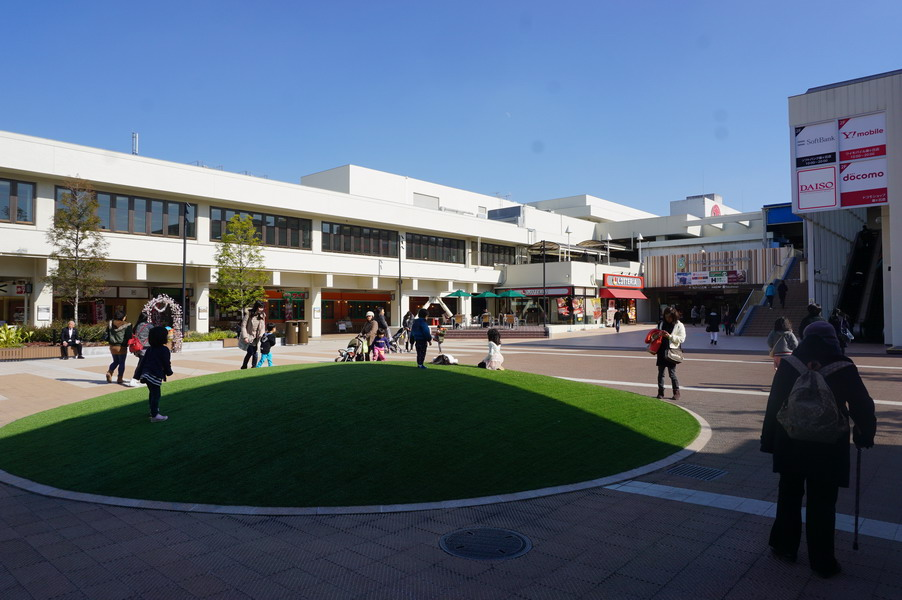
泉ヶ丘ひろば専門店街

- トナリエ 栂・美木多 ‐ 堺市南区原山台2-2-1
- アクロスモール泉北（旧名称、クロスモール）- 堺市南区原山台5-9-5（駅前ではないものの、毎日、無料シャトルバスが運行されている。）
  - TOHOシネマズ泉北
  - ドン・キホーテ　アクロスモール泉北店
  - デイリーカナート 原山台店
  - 他多数

光明池駅前
- サンピア - 堺市南区鴨谷台2-2-1
- 光明池アクト - 堺市南区鴨谷台2-1-3
- ダイエー 光明池店 - （和泉市室堂町841-1）
- コムボックス コウミョウイケ - （和泉市室堂町824-36）
  - 上新電機 光明池店
  - 西松屋 光明池店
  - ニトリ 光明池店
  - キャンドゥ 光明池店
  - 他多数
- イオン 光明池店 - （和泉市室堂町824-55）旧・カルフール光明池。2014年閉店

## 集合住宅

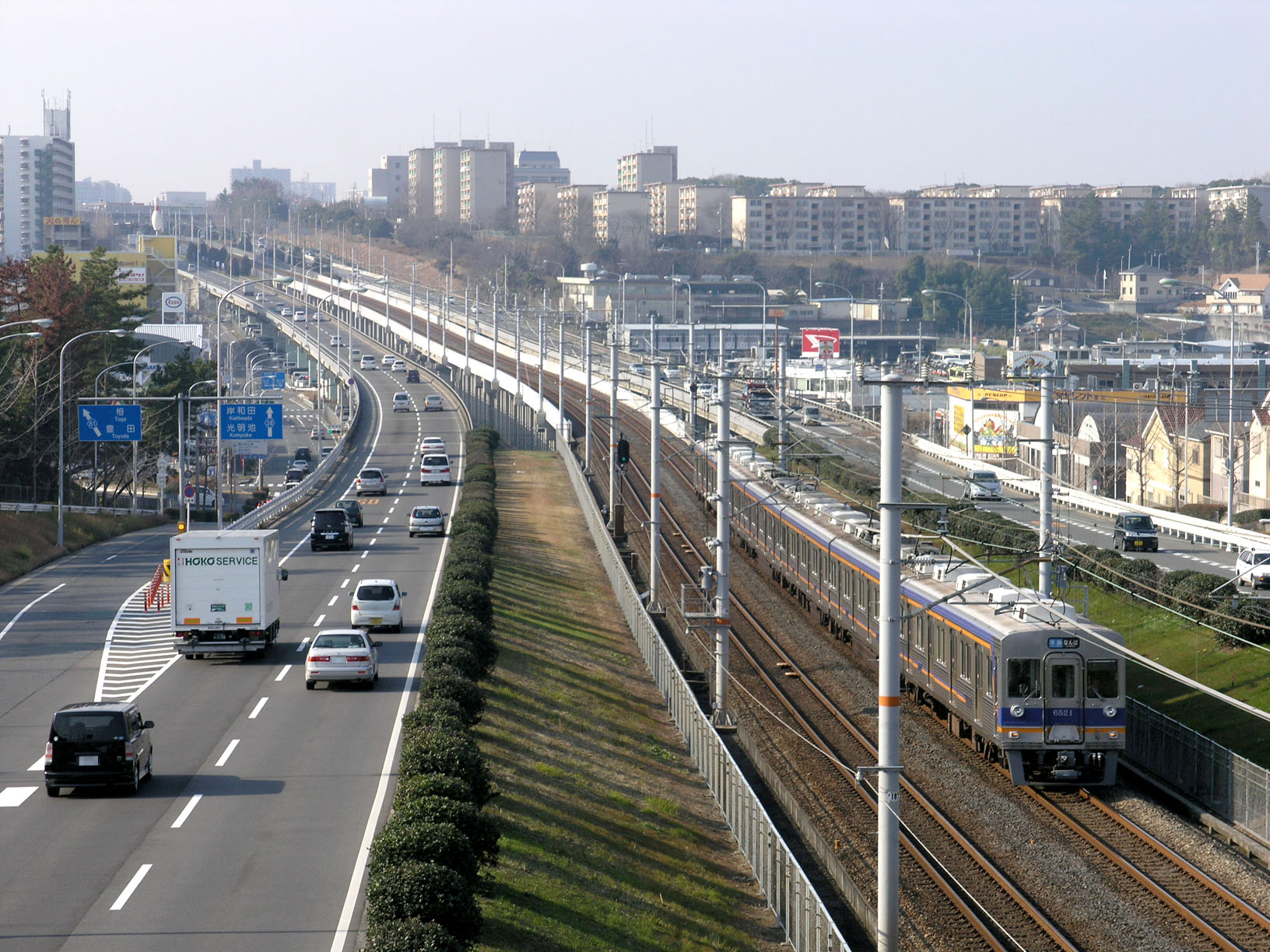
泉北ニュータウンの団地を背後に走行する泉北高速鉄道の列車（写真のは南海所属の車両）。

前述のとおり区内大部分が泉北ニュータウンのため本区の集合住宅はすべて同ニュータウンに所在する。

### 大規模マンション
- ロイヤルアーク泉ヶ丘
- パークシティ泉ヶ丘

### 住宅団地
- 都市再生機構泉北竹城台一丁団地
- 都市再生機構泉北竹城台二丁団地
- 都市再生機構泉北茶山台二丁団地
- 都市再生機構泉北茶山台三丁団地
- 都市再生機構泉北桃山台一丁団地
- 都市再生機構泉北原山台一丁団地
- 都市再生機構泉北庭代台二丁団地
- 都市再生機構泉北城山台二丁団地
- 都市再生機構泉北城山台三丁団地
- 都市再生機構泉北鴨谷台三丁団地
- 都市再生機構光明池駅前団地
- 大阪府住宅供給公社赤坂台団地
- 大阪府住宅供給公社茶山台団地
- 大阪府住宅供給公社原山台団地
- 大阪府住宅供給公社晴美台団地
- 大阪府住宅供給公社槇塚台団地
- 大阪府住宅供給公社三原台団地
- 大阪府住宅供給公社高倉台団地
- 大阪府住宅供給公社鴨谷台団地
- 大阪府住宅供給公社庭代台団地
- 府営宮山台住宅
- 府営高倉台住宅
- 府営高倉台センター住宅
- 府営竹城台住宅
- 府営若松台住宅
- 府営晴美台住宅
- 府営槇塚台住宅
- 府営桃山台住宅
- 府営原山台住宅
- 府営庭代台住宅
- 府営赤坂台住宅
- 府営城山台住宅
- 府営新檜尾台住宅
- 府営御池台住宅
- 府営鴨谷台住宅
- 府営堺宮山台住宅
- 府営堺竹城台住宅
- 府営堺若松台住宅
- 府営堺三原台住宅
- 信越化学泉ケ丘社宅
- 日本郵政泉北社宅
- YUITEC社宅
- 廣野鉄工所泉ケ丘社宅
- NTT泉北社宅
- 美旺社宅
- 日本酢ビ・ポバール株式会社 泉ヶ丘社宅

なお南区は美原区とともに堺市営住宅が存在しない。

## 交通

### 鉄道
- 中心となる駅:泉ケ丘駅
- 南海電気鉄道
  - 泉北線：泉ケ丘駅 - 栂・美木多駅 - 光明池駅

- 泉ケ丘駅
※リニューアル前の駅舎の様子
- 栂・美木多駅
※リニューアル前の駅舎の様子
- 光明池駅

### バス

#### 路線バス
- 南海バス
  - 南海バス泉北営業所
  - 南海バス光明池営業所（和泉市光明台）
  - 堺市ふれあいバス - コミュニティ路線（2013年6月末日で廃止[2]）。駅前の南区役所から区内4ルートを巡回していた（週3日ずつ運行、運賃100円）。

#### 夜行高速バス
- サウスウェーブ号（和歌山バス・成田空港交通） - 泉ヶ丘駅発着。海浜幕張駅方面

#### 深夜急行バス
- 南海深夜急行バス - 梅田・なんば発の便と中もず駅前発の便がある。

### 道路
- 大阪府道34号堺狭山線・大阪府道38号富田林泉大津線（通称泉北1号線）
- 大阪府道38号富田林泉大津線
- 大阪府道61号堺かつらぎ線（通称泉北2号線）
- 大阪府道208号堺泉北環状線
- 大阪府道215号別所草部線
- 大阪府道216号和田福泉線
- 阪和自動車道（堺インター）

## 名所・旧跡
- 多治速比売神社
- 桜井神社
- 美多彌神社
- 高倉寺宝積院
- 感応寺
- 法道寺
- 小谷城郷土館

## 出身者
ゆかりのある人物を含む。
- 今井雅子（脚本家）：三原台出身、高倉台育ち。
- 太田和利（プロバスケットボール選手。bjリーグ・富山グラウジーズ所属）：若松台出身
- 岡山一成（元プロサッカー選手。コンサドーレ札幌などに所属）：赤坂台出身。
- かでなれおん（グラビアアイドル）：城山台出身。
- 金秀吉（映画監督）：大阪市出身、城山台に在住経験有り。
- 黒崎緑（推理作家）：兵庫県神戸市出身、桃山台在住経験有り。
- 黒田俊介（フォークソングデュオ・コブクロ）：槇塚台出身、晴美台育ち。
- 小林誠司（プロ野球選手。読売ジャイアンツ捕手。2014年プロ入り）
- 沢口靖子（女優）：生まれは堺市西区で中学２年の時に転入。赤坂台出身。
- 沢田俊子（作家）：京都市出身、赤坂台在住。
- 栂井丈治（パンチDEデートプロデューサー）：浜寺出身、高倉台在住。
- 土佐拓也（シンガーソングライター）：御池台出身、現在東京在住。
- 夏目ナナ（元AV女優）：城山台出身。
- 南條庄助（お笑いコンビ・すゑひろがりず）：新檜尾台出身、現在東京在住。
- 難波利三（作家）：島根県出身、晴美台在住。
- 西村優菜（プロゴルファー）
- 馬場園梓（漫才コンビ・アジアン）：原山台出身。
- ひきたま（シンガーソングライター）：晴美台出身、在住。
- 一二三慎太 （元プロ野球選手。阪神タイガース投手。2011年プロ入り）
- 藤井零治（オペラ歌手・テノール・関西二期会会員）：御池台出身。
- 藤浪晋太郎（プロ野球選手。横浜DeNAベイスターズ投手。2013年プロ入り）
- 文屋範奈（ゴスペルシンガー）：桃山台出身、在住。
- 北條史也（プロ野球選手。元阪神タイガース内野手。2013年プロ入り）
- 宮田てつじ（芸人・シャンプーハット）：槇塚台出身。
- 武蔵（K-1選手）：宮山台出身。
- 森友哉（プロ野球選手。オリックス・バファローズ捕手。2014年プロ入り）
- 森祐理（福音歌手）：高倉台出身。現在の実家は京都市。
- 山田大介（お笑い芸人・ストリーク）：槇塚台出身。
- 山中優子（オペラ歌手）：堺市東区出身、高倉台在住。
- ゆうへい・こうへい（芸人・吉田たち）
- 椎葉剛（プロ野球選手。阪神タイガース投手。2024年プロ入り）